# Cantonul Reillanne
Cantonul Reillanne este un canton din arondismentul Forcalquier, departamentul Alpes-de-Haute-Provence, regiunea Provence-Alpes-Côte d'Azur, Franța.

## Comune
- Aubenas-les-Alpes
- Céreste
- Montjustin
- Oppedette
- Reillanne (reședință)
- Sainte-Croix-à-Lauze
- Vachères
- Villemus